# Daniele Crosta
Daniele Crosta (* 5. Mai 1970 in Busto Arsizio) ist ein ehemaliger italienischer Florettfechter.

## Erfolge
Daniele Crosta gewann mit der Mannschaft 1997 in Kapstadt Bronze bei den Weltmeisterschaften. 1999 in Bozen wurde er mit der Mannschaft Europameister und gewann im Jahr darauf in Funchal mit dieser Bronze. Bei den Olympischen Spielen 2000 in Sydney belegte er in der Einzelkonkurrenz den 23. Rang. Gemeinsam mit Gabriele Magni, Salvatore Sanzo und Matteo Zennaro sicherte er sich in der Mannschaftskonkurrenz die Bronzemedaille. Nach einem Auftaktsieg gegen die Ukraine unterlag die italienische Equipe im Halbfinale China. Das Gefecht um Bronze wurde gegen Polen mit 45:38 gewonnen.
2000 wurde Crosta zum Ritter des Verdienstordens der Italienischen Republik ernannt.